# William S. Vare
William S. Vare (Philadelphia, 1867. december 24. – Atlantic City, 1934. augusztus 7.) az Amerikai Egyesült Államok szenátora (Pennsylvania, 1927–1929).